# Ruta J/Z del metro de Nova York
La Ruta J Nassau Street Express i la Ruta Z Nassau Street Express són dos serveis de ferrocarril metropolità subterrani del Metro de Nova York, als Estats Units d'Amèrica. La ruta J circula sempre mentre que la Z opera en hora punta direcció zones congestionades, ambdós serveis utilitzen tota la línia Archer Avenue i Jamaica.
El servei en hora punta és de tipus exprés a l'oest de l'estació de Myrtle Avenue, i el servei J i Z a partir de Myrtle Avenue para una a les estacions parells i l'altra a les senars.
A diferència d'altres metros, cada servei no correspon a una única línia, sinó que un servei pot circular per diverses línies de ferrocarril. El servei J i Z utilitza les següents línies:
| Ruta J del Metro de Nova York · Ruta Z del Metro de Nova York | Línia                    | <<            | >>            | Vies                 | Temps |
| ------------------------------------------------------------- | ------------------------ | ------------- | ------------- | -------------------- | ----- |
| Ruta J del Metro de Nova York · Ruta Z del Metro de Nova York | Archer Avenue Line (BMT) | tota la línia | tota la línia | local (J) exprés (Z) |       |
| Ruta J del Metro de Nova York · Ruta Z del Metro de Nova York | Jamaica Line             | tota la línia | tota la línia | local (J) exprés (Z) |       |